# Division d'Honneur 1923-1924
La Division d'Honneur 1923-1924 è stata la 24ª edizione della massima serie del campionato belga di calcio disputata tra il 2 settembre 1923 e il 18 maggio 1924 e conclusa con la vittoria del Beerschot AC, al suo secondo titolo.
Capocannoniere del torneo fu Charles Jooris (Racing Club de Bruxelles), con 18 reti.

## Formula
Come nella stagione precedente le squadre partecipanti furono 14 e disputarono un turno di andata e ritorno per un totale di 26 partite.
Le ultime due classificate retrocedettero in Promotion mentre terzultima e quartultima spareggiarono con la squadra sconfitta anch'essa retrocessa.

## Squadre
| Squadra                  | Città        | Stadio | Stagione 1922-1923  |
| ------------------------ | ------------ | ------ | ------------------- |
| Standard Liegi           | Liegi        |        | 7°                  |
| Berchem Sport            | Anversa      |        | 10°                 |
| CS Verviétois            | Verviers     |        | 12°                 |
| Racing Club Bruxelles    | Uccle        |        | 6°                  |
| RFC Brugeois             | Bruges       |        | 8°                  |
| Beerschot AC             | Anversa      |        | 2°                  |
| CS Brugeois              | Bruges       |        | 3°                  |
| Anversa                  | Anversa      |        | 5°                  |
| Union Saint-Gilloise     | Saint-Gilles |        | Campione del Belgio |
| Daring Club de Bruxelles | Bruxelles    |        | 4°                  |
| ARA La Gantoise          | Gand         |        | 9°                  |
| RC Malines               | Malines      |        | 11°                 |
| RC de Gand               | Gand         |        | Promotion           |
| RFC Liégeois             | Liegi        |        | Promotion           |

## Classifica finale
|  | Pos. | Squadra                     | Pt | G  | V  | N  | P  | GF | GS | DR  |
|  | ---- | --------------------------- | -- | -- | -- | -- | -- | -- | -- | --- |
|  | 1.   | Beerschot AC                | 38 | 26 | 15 | 8  | 3  | 52 | 21 | +31 |
|  | 2.   | Union Royale Saint-Gilloise | 37 | 26 | 14 | 9  | 3  | 43 | 20 | +23 |
|  | 3.   | CS Brugeois                 | 33 | 26 | 13 | 7  | 6  | 47 | 26 | +21 |
|  | 4.   | Racing Club de Bruxelles    | 33 | 26 | 14 | 5  | 7  | 47 | 30 | +17 |
|  | 5.   | Standard Liegi              | 33 | 26 | 12 | 9  | 5  | 43 | 32 | +11 |
|  | 6.   | RC de Gand                  | 30 | 26 | 13 | 4  | 9  | 43 | 41 | +2  |
|  | 7.   | Anversa                     | 25 | 26 | 8  | 9  | 9  | 43 | 32 | +11 |
|  | 8.   | Daring Club de Bruxelles SR | 24 | 26 | 7  | 10 | 9  | 31 | 32 | -1  |
|  | 9.   | RFC Brugeois                | 23 | 26 | 7  | 9  | 10 | 38 | 37 | +1  |
|  | 10.  | Berchem Sport               | 22 | 26 | 6  | 10 | 10 | 31 | 43 | -12 |
|  | 11.  | ARA La Gantoise             | 19 | 26 | 6  | 7  | 13 | 30 | 42 | -12 |
|  | 12.  | RC Malines                  | 19 | 26 | 6  | 7  | 13 | 30 | 65 | -35 |
|  | 13.  | CS Verviétois               | 15 | 26 | 5  | 5  | 16 | 28 | 59 | -31 |
|  | 14.  | RFC Liégeois                | 13 | 26 | 3  | 7  | 16 | 17 | 43 | -26 |

Legenda:

      Campione del Belgio
      Retrocesso in Promotion
Note:

Due punti a vittoria, uno a pareggio, zero a sconfitta.

### Spareggio
Lo spareggio per determinare la terza squadra retrocessa si disputò il 18 maggio 1924 a Gand.
| Gand 18 maggio 1924 | ARA La Gantoise | 5 – 0 | RC Malines |  |

### Verdetti
- Beerschot AC campione del Belgio 1923-24.
- RC Malines, CS Verviétois e RFC Liégeois retrocesse in Promotion.